# Număr Sherwood
În dinamica fluidelor numărul Sherwood (Sh) (numit și „numărul Nusselt al transferului de masă”) este un număr adimensional numit după inginerul chimist american Thomas Kilgore Sherwood. Acesta reprezintă raportul dintre rata totală de transport de masă (prin convecție + difuzie) și rata de transport de masă difuziv. Numărul este utilizat în celcule legate de  transferul de masă.
Numărul Sherwood este definit ca:
{\displaystyle \mathrm {Sh} ={\frac {K}{D/L}}={\frac {\text{rata totală de transport de masă}}{\text{rata de transport de masă difuziv}}}}
unde:
{\displaystyle K} este coeficientul de transport de masă convectiv plus difuziv, [m/s],
D is este coeficientul de transport de masă difuziv, [m2/s],
L este lungimea caracteristică, [m].
Folosind analiza dimensională, poate fi definit în funcție de numărul Reynolds și numărul Schmidt:
{\displaystyle \mathrm {Sh} =f(\mathrm {Re} ,\mathrm {Sc} )}
De exemplu, pentru o sferă el poate fi exprimat ca:
{\displaystyle \mathrm {Sh} =\mathrm {Sh} _{0}+C\,\mathrm {Re} ^{m}\,\mathrm {Sc} ^{1/3}}
unde {\displaystyle \mathrm {Sh} _{0}} este numărul Sherwood datorat doar convecției libre nu și convecției forțate.
O relație mai specifică este ecuația Froessling:
{\displaystyle \mathrm {Sh} =2+0,552\,\mathrm {Re} ^{1/2}\,\mathrm {Sc} ^{1/3}}
Această formă este aplicabilă difuziei moleculare dintr-o singură particulă sferică. Este deosebit de valoroasă în situațiile în care numărul Reynolds și numărul Schmidt sunt disponibile cu ușurință. Deoarece Re și Sc sunt ambele numere adimensionale, numărul Sherwood este, de asemenea, adimensional.
Aceste relații sunt analogele transferului de masă cu relațiile de transfer de căldură în care intervine numărul Nusselt în funcție de numerele Reynolds și Prandtl. Pentru a obține o relație pentru o anumită geometrie (de exemplu, sfere, plăci, cilindri etc.), o relație de transfer de căldură (care poate fi găsită mai ușor în literatura de specialitate și verificată în lucrări experimentale și mai ușor de efectuat) pentru numărul Nusselt, Nu, în funcție de numerele Reynolds, Re, și Prandtl, Pr, relația pentru transferul de masă se poate obține prin înlocuirea numărului Prandtl cu numărul adimensional analog pentru transferul de masă, numărul Schmidt, Sc, și a numărului Nusselt cu numărul adimensional analog pentru transferul de masă, numărul Sherwood, Sh.
De exemplu, o relație de transmitere a căldurii pentru sfere este dată de relația Ranz-Marshall:
{\displaystyle \mathrm {Nu} =2+0,6\,\mathrm {Re} ^{1/2}\,\mathrm {Pr} ^{1/3}\quad {\text{valabil pentru}}\quad 0\leq \mathrm {Re} <200,~0\leq \mathrm {Pr} <250}
Relația poate fi transformată într-o relație de transfer de masă folosind procedura de mai sus, obținându-se:
{\displaystyle \mathrm {Sh} =2+0,6\,\mathrm {Re} ^{1/2}\,\mathrm {Sc} ^{1/3}\quad {\text{valabil pentru}}\quad 0\leq \mathrm {Re} <200,~0\leq \mathrm {Sc} <250}
Aceasta este o modalitate foarte practică de a demonstra analogiile dintre diferite tipuri de fenomene de transport.